# Sant Pere de Viella
Sant Pere de Viella és una església romànica al veïnat de Viella, al poble de Vilafreser, del municipi de Vilademuls (Pla de l'Estany), inclosa a l'Inventari del Patrimoni Arquitectònic de Catalunya.

## Descripció
Es tracta d'una capella amb l'absis orientat a llevant. Només s'hi aprecien restes d'un antic absis semicircular i, a l'entrada, restes de la volta lleugerament apuntada que cobria l'única nau de l'edifici. El frontis conserva la portalada de doble arcada i una finestra de mig punt. Es conserva el campanar d'espadanya, amb dos finestrals. Tot l'edifici esta molt cobert per la vegetació. A l'arrencada de la volta per la part interior hi ha una cornisa, i en una de les pedres de la cornisa hi ha esculpides unes imatges.
Motllura esculpida: es traca d'un relleu escultòric gravat sobre un dels elements de pedra que formen la cornisa interior lateral de l'església de Sant Pere de Viella, des d'on arrancava la volta que cobria la nau. En l'escultura es poden apreciar dos rostres humans perfectament definits. La peça on estan gravats presenta símptomes clars d'haver estat forçada i excavada lateralment a fi de la seva extracció.

## Història
Capella d'origen romànic del segle xiii. Antigament hi havia hagut una graonada d'accés a l'església, avui desapareguda. Al costat sud de la capella hi havia hagut també un antic cementiri. Al costat de l'entrada es fa palesa l'existència d'una llosa sepulcral.
La capella es trobava situada a la banda meridional d'altres dues edificacions del veïnat de Viella actualment desaparegudes, i la primera notícia que se'n té data de 1276. Les persones més grans del poble no recorden que mai s'hi hagués oficiat missa, però sí que els veïns s'hi haurien reunit algunes vegades per resar el rosari. La darrera propietària de l'immoble, l'hereva del baró de Quadras, va fer-la enderrocar l'any 1991 i en va vendre les pedres de més valor. Les altres resten encara cobertes per la vegetació.